# Las Cuatro Monedas
Las Cuatro Monedas fue un grupo musical de Venezuela formado como Los Hermanos O´Brien hijos del pianista Pat O’Brien  que en 1966 tomaron el nombre por el que se les conoció.

## Historia
Se inician en 1963 como "Los Hermanos O'Brien" hasta 1966 cuando cambian de nombre por el de Las Cuatro Monedas. Su debut fue con el álbum Las Cuatro Monedas a Go Go, de la mano del maestro Hugo Blanco quien fue el arreglista y compositor de la gran mayoría de sus temas. En 1969 ganaron el Festival de la Canción (Barcelona, España) con el tema "Yo creo en Dios" y luego vendrían Volumen 2 en el año 1969 y Volumen 3 (1969). En 1972 ingresó el menor de los hermanos, Gregory O´Brien (voz) y editaron el álbum Las Cuatro Monedas presentan a Gregory (1973). En 1977 editan el disco Eternos Triunfadores y en 1980 Venezolanísimos.
Se separaron en 1981. Gregory murió en 1991 y su padre Pat se le unió años más tarde.
Son los pioneros en Venezuela en la interpretación de los ritmos jamaicanos como el Ska y el Reggae.

## Discografía
- 1968 - Las Cuatro Monedas a Go Go
- 1969 - Vol. 2
- 1970 - Vol. 3
- 1973 - Las Cuatro Monedas presentan a Gregory
- 1977 - Eternos Triunfadores
- 1980 - Venezolanísimos